# Référendum néo-zélandais de 1999
Le référendum néo-zélandais de 1999 est un référendum d'initiative citoyenne, ayant eu lieu le 27 novembre 1999. Il porte sur le passage de 120 à 99 de membres du parlement de Nouvelle-Zélande et sur la mise en place de condamnations judiciaires plus importantes. 
Sur ce dernier point, la question exacte est : "Should there be a reform of our justice system placing greater emphasis on the needs of victims, providing restitution and compensation for them and imposing minimum sentences and hard labour for all serious violent offences?", qui pourrait être traduit en : Devrait-il y avoir une réforme de notre système judiciaire mettant davantage l'accent sur les besoins des victimes, concernant la restitution et l'indemnisation et imposant des peines minimales et des travaux forcés pour toutes les infractions graves avec violence?

## Question sur la justice
Le référendum sur la justice a eu une participation de 82,86 % avec 2 079 253 de votes comptabilisés pour un corps électoral de 2 509 365 de personnes. 91.75 % des votants ont répondu oui à la question posée, soit 1 886 705 personnes, alors que 8,25 % ont répondu négativement, soit 169 699 personnes. Le référendum étant un référendum initiative citoyenne, le gouvernement n'est pas contraint d'appliquer son résultat. Les modifications juridiques proposées n'ont pas été mises en œuvre.

## Question sur le parlement
Le référendum sur la justice a eu une participation de 82,8 %. 81,5 % des votants ont répondu oui à la question posée, soit 1 678 054 personnes, alors que 18,5 % ont répondu négativement, soit 381 894 personnes. Le référendum étant un référendum initiative citoyenne, le gouvernement n'est pas contraint d'appliquer son résultat. Les modifications juridiques proposées n'ont pas été mises en œuvre.